# Roger Torrent
Roger Torrent i Ramió (Sarriá de Ter, Gerona, 19 de julio de 1979) es un político español, presidente del Parlamento de Cataluña entre 2018 y 2021, y diputado en la X, XI, XII y XIII legislaturas de dicha cámara por Gerona y Barcelona. Entre mayo de 2021 y agosto de 2024 ejerció como consejero de Empresa y Trabajo en el gobierno de Pere Aragonès.

## Biografía
Licenciado en Ciencias Políticas por la Universidad Autónoma de Barcelona y Máster en Estudios Territoriales y Urbanísticos por la Universidad Politécnica de Cataluña y la Universidad Pompeu Fabra. Estudió EGB en la Escuela Montserrat de Sarrià de Ter y en el instituto Carles Rahola del Pont Major, siendo compañero de Gemma Geis. Colaboraba trabajando en el bar del padre y en la zapatería que su madre, Rosa María Ramió, regentaba en Sarriá de Ter. Su hermana Èlia es técnica superior de riesgos laborales, y vive en Porqueras (Pla de l’Estany), su otra hermana, Idòia, estudió Arquitectura Técnica y vive en Sarriá. Está casado con	Blanca Brugés y tiene dos hijas, Ada y Elna.

### Alcaldía de Sarriá de Ter
Ha trabajado como técnico en la administración local. En 1998 entró en Juventudes de Esquerra Republicana de Cataluña y en 2000 en Esquerra Republicana de Cataluña. Desde el año 1999, con apenas 20 años, fue concejal en el ayuntamiento de Sarriá de Ter y, tras dos legislaturas en la oposición, en el año 2007 pasó a la alcaldía tras un pacto con Convergència i Unió. Volvió a ser elegido como alcalde en las elecciones municipales de 2011 y 2015 con mayoría absoluta. 
Entre el año 2011 y el 2012 fue diputado portavoz de su partido en la Diputación de Gerona. Entre 2000 y 2008 fue secretario de política parlamentaria regional de Gerona de ERC. Del mismo modo, fue miembro de la Asociación Catalana de Municipios entre 2007 y 2011.

### Diputado al Parlamento de Cataluña
En las elecciones al Parlamento de Cataluña de 2012 fue elegido diputado por Esquerra Republicana de Cataluña y dimite como diputado provincial, siendo sustituido por David Mascort. En las elecciones al Parlamento de Cataluña de 2015 vuelve a ser elegido en la candidatura Junts pel Sí y fue nombrado portavoz adjunto de su grupo parlamentario. También formó parte de la comisión de Gobernación, Administraciones Públicas y Vivienda; de la comisión de Economía y Hacienda; de la ponencia conjunta para la Administración tributaria catalana y de la comisión de investigación sobre la Operación Catalunya.
En las elecciones al Parlamento de Cataluña de 2017 fue elegido diputado por Esquerra Republicana de Catalunya-Catalunya Sí donde iba como número dos de la candidatura por Gerona, por detrás de la exconsejera Dolors Bassa. Durante la campaña electoral participa en diversos debates de ámbito catalán y español.

### Presidencia del Parlamento de Cataluña
El 17 de enero de 2018 fue elegido presidente del Parlamento de Cataluña, en sustitución de Carme Forcadell, convirtiéndose en la persona más joven en ocupar dicho puesto, con los votos de los diputados de ERC, Junts per Catalunya y la CUP; y la abstención de Cat-En Comú. Durante su discurso de aceptación del cargo se comprometió a «coser la sociedad» y priorizar la «recuperación de las instituciones» después de la aplicación del artículo 155 de la Constitución.
El resto de la mesa está formado por Josep Costa, José María Espejo-Saavedra, Eusebi Campdepadrós, David Pérez, Joan García y Alba Vergés. También renunció a la alcaldía de Sarriá de Ter dos días después.
Renovó su condición de diputado del Parlamento catalán el 21 de marzo de 2021, pero fue sucedido en el cargo de presidente de dicha cámara por Laura Borràs.

### Consejero de Empresa y Trabajo de la Generatitat de Cataluña
Tras la investidura de Pere Aragonés como nuevo President de la Generalitat, se anuncia el nombramiento de Roger Torrent como nuevo consejero de Empresa y Trabajo. Su consejería incluye competencias relacionadas con políticas de empresa, trabajo y competitividad.